# Вилајет Набеул
Вилајет Набеул (арап. ولاية نابل; Wilāyat Nābil туниски изговор:; фр. Gouvernorat de Nabeul) је један од 24 вилајета Туниса. Налази се у североисточном Тунису. Покрива површину од 2.788 км 2 и има 868.821 становника (прорачун броја становника за 2022. годину). Главни град је Набеул.
Вилајет Набеул формира полуострво које је са три стране окружено Средоземним морем, осим само на југозападној страни где га омеђују три вилајета Загуан, Сус и Бен Ароус.

## Историја
Овај регион има богату историјску баштину са доказима насељавања који сежу све до доба феничанског периода. Током римске ере, град Набеул је био познат као "Неаполис" и био је важна трговачка лука одакле су извожени жито, маслиново уље и гарум.
У 7. веку, арапска-муслиманска освајања донела су ислам у ову регију, обликујући њену културу и архитектуру. Набеул је познат по дугој традицији израде керамике и глинених производа, са локалним занатлијама који производе посебну туниску керамику која је цењена због своје израде и комплексних дизајна.

## Административне поделе
Гувернорат је подељен на шеснаест области (мутамадијати), наведених у табели са бројем становника по попису из 2004. и прорачуну из 2022. године.
| Област              | Површина у км 2 | Број становника (попис 2004) | Број становника (прорачун 2022) |
| ------------------- | --------------- | ---------------------------- | ------------------------------- |
| Бени Кхалед         | 114.4           | 33,897                       | 41,186                          |
| Бени Кхиар          | 106.3           | 35,565                       | 48,632                          |
| Боу Аргоуб          | 129.6           | 27,846                       | 33,467                          |
| Дар Хабане Ел Фехри | 68.7            | 39,477                       | 52,122                          |
| Ел Хаоуариа         | 309.7           | 39,378                       | 43,517                          |
| Ел Мида             | 152.5           | 23,667                       | 29,553                          |
| Громбалиа           | 302.7           | 55,489                       | 76,484                          |
| Хамамет             | 325.5           | 95,468                       | 105,821                         |
| Хамам Ел Гуезаз     | 94.7            | 14,324                       | 16,925                          |
| Келибиа             | 125.7           | 53,648                       | 62,646                          |
| Корба               | 206.5           | 60,564                       | 75,454                          |
| Мензел Боулфа       | 133.8           | 33,599                       | 41,227                          |
| Мензел Темиме       | 263.2           | 59,453                       | 70,779                          |
| Набеул              | 74.0            | 59,490                       | 83,731                          |
| Солиман             | 142.6           | 41,846                       | 63,301                          |
| Такелса             | 278.5           | 20,169                       | 23,976                          |

## Економија
Са око 150 хотела и око 50,000 кревета, овај вилајет чини четвртину укупног туристичког смештајног капацитета земље и као такав је водеће туристичко подручје у Тунису.
Пољопривредна делатност у Вилајету Набеул се одвија на 246.000 хектара. Овај вилајет учествује са 15% у укупној пољопривредној производњи Туниса. Једна шестина пољопривредних површина се наводњава (41.000 хектара). Главни пољопривредни производи су (у тонама годишње) :
- Ратарски усеви: 70.000;
- Риболов: 14.000;
- Месо: 8.900;
- Живина: 945.000;
- Млеко: 77.000 (хектолитара);
- Цитрусно воће: 182.500;
- Зачини: 2.250;
- Парадајз: 445.000;
- Јагоде: 10.000;
- Кромпир: 162.000;
- Маслинарство: 11.000 (хектолитара);
- Арборикултура: 12.000;
- Поврће: 912.000;
- Виноградарство: 38.000 (хектолитара);
- Паприке из којих се вади хариса.

## Клима
Вилајет Набеул има врелу и сушну климу са повременим падавинама.
| Клима Набеул                | Клима Набеул | Клима Набеул | Клима Набеул | Клима Набеул | Клима Набеул | Клима Набеул | Клима Набеул | Клима Набеул | Клима Набеул | Клима Набеул | Клима Набеул | Клима Набеул | Клима Набеул |
| Показатељ \ Месец           | .Јан.        | .Феб.        | .Мар.        | .Апр.        | .Мај.        | .Јун.        | .Јул.        | .Авг.        | .Сеп.        | .Окт.        | .Нов.        | .Дец.        | .Год.        |
| --------------------------- | ------------ | ------------ | ------------ | ------------ | ------------ | ------------ | ------------ | ------------ | ------------ | ------------ | ------------ | ------------ | ------------ |
| Апсолутни максимум, °C (°F) | 24 (76)      | 23 (74)      | 28 (83)      | 27 (80)      | 29 (84)      | 36 (97)      | 39 (103)     | 41 (105)     | 37 (99)      | 34 (94)      | 26 (79)      | 23 (74)      | 41 (105)     |
| Максимум, °C (°F)           | 15 (59)      | 16 (60)      | 17 (62)      | 18 (65)      | 22 (71)      | 26 (79)      | 29 (85)      | 30 (86)      | 28 (82)      | 24 (76)      | 20 (68)      | 16 (61)      | 21,8 (71,2)  |
| Минимум, °C (°F)            | 9 (49)       | 10 (50)      | 11 (52)      | 19 (66)      | 17 (63)      | 21 (70)      | 24 (75)      | 24 (76)      | 23 (73)      | 19 (67)      | 15 (59)      | 11 (52)      | 16,9 (62,7)  |
| Апсолутни минимум, °C (°F)  | 2 (36)       | 2 (36)       | 4 (40)       | 7 (45)       | 11 (52)      | 16 (60)      | 17 (63)      | 19 (67)      | 15 (59)      | 9 (49)       | 6 (43)       | 3 (38)       | 2 (36)       |
| Извор: Weatherbase          |              |              |              |              |              |              |              |              |              |              |              |              |              |